# Beverly Crusherová
Beverly Crusherová je fiktivní postava v televizním sci-fi seriálu Star Trek: Nová generace a v navazujících filmech Star Trek: Generace, Star Trek: První kontakt, Star Trek: Vzpoura a Star Trek: Nemesis a také v seriálu Star Trek: Picard.
Doktorka Beverly Cheryl Crusherová, rozená Howardová, byla s hodností komandéra hlavním zdravotnickým důstojníkem na lodích USS Enterprise-D a USS Enterprise-E pod velením kapitána Jeana-Luca Picarda. Tuto pozici na krátko opustila v roce 2365, aby dočasně působila jako velitelka Lékařské divize Hvězdné flotily.